# Fejokoo (cràter)
Fejokoo és un cràter sobre la superfície del planeta nan Ceres, situat amb el sistema de coordenades planetocèntriques a 33.31 ° de latitud nord i 316.69 ° de longitud est. Fa un diàmetre de 68 km. El nom va ser fet oficial per la UAI el tres de juliol del 2015 i fa referència a Fejokoo, déu que va donar la gana a la humanitat de la mitologia nigeriana.